# Кваљио (Рагуза)
Кваљио је насеље у Италији у округу Рагуза, региону Сицилија.
Према процени из 2011. у насељу је живело 39 становника. Насеље се налази на надморској висини од 253 м.